# Selamiut Range
Selamiut Range är ett berg i Kanada.   Det ligger i provinsen Newfoundland och Labrador, i den östra delen av landet, 1 700 km nordost om huvudstaden Ottawa. Toppen på Selamiut Range är 1 652 meter över havet. Selamiut Range ingår i Torngat Mountains.
Terrängen runt Selamiut Range är kuperad åt sydost, men åt nordväst är den bergig. Selamiut Range är den högsta punkten i trakten. Trakten runt Selamiut Range är nära nog obefolkad, med mindre än två invånare per kvadratkilometer.. Det finns inga samhällen i närheten.
Trakten runt Selamiut Range är ofruktbar med lite eller ingen växtlighet.